# Roman Mikulášik
Roman Mikulášik (* 18. května 1968) je bývalý slovenský fotbalový záložník. Usadil se v České republice, kde také podniká. Žije v Hněvotíně.

## Hráčská kariéra
V nejvyšší soutěži zasáhl v dresu Sigmy Olomouc do 3 utkání na jaře 1995, aniž by skóroval. V MSFL dal ve stejném období 3 branky za olomoucké B-mužstvo. Do Olomouce přišel z druholigového slovenského klubu FC Vráble.

## Ligová bilance
| Ročník                  | Zápasy | Góly | Minuty | Klub                    |
| ----------------------- | ------ | ---- | ------ | ----------------------- |
| I. liga 1994/95         | 3      | 0    | 19     | SK Sigma MŽ Olomouc     |
| MSFL 1994/95            | –      | 3    | –      | SK Sigma MŽ Olomouc „B“ |
| CELKEM I. LIGA          | 3      | 0    | 19     |                         |
| CELKEM III. LIGA – MSFL | –      | 3    | –      |                         |